# 유승목
유승목(柳承穆, 1969년 9월 14일 ~ )은 대한민국의 배우이다.

## 이력
1993년 연극배우 첫 데뷔한 그는 이후 1999년 부산국제영화제 개막작인 《박하사탕》이라는 영화의 조연으로 스크린에 데뷔를 한 이래 상업영화와 독립영화에서 단역, 조연, 주연 역할을 오가며 왕성한 활동을 하면서 영화계에서 연기파 배우로서 입지를 다져왔다. 봉준호 영화감독이 제작한 2014년 영화 《해무》에서 경구 역을 맡으며 캐릭터와 완벽한 조화를 이루는 연기를 선보여 현장 스탭과 제작자와 시사회 참석자들로부터 호평을 받게 되었고 연기파 배우로서 주목을 받고 있다.

## 출신 학교
- 단국대학교 연극영화학과 학사

## 출연 작품

### 연극
- 1995년 《칠산리》
- 1999년 《시련》
- 2002년 《투란도트》

### 영화
- 1999년 《박하사탕》 ... 임일병 역
- 2002년 《굳세어라 ,금순아》 ... 유대리 역
- 2002년 《김밥싸는 남자》 ... 정우 역
- 2003년 《살인의 추억》 ... 기자 역
- 2003년 《1호선》 ... 사장 역 (단편영화)
- 2004년 《마지막 늑대》 ... 냉혈 역
- 2004년 《삼십연》 (단편영화)
- 2005년 《웰컴 투 동막골》 ... 수 역
- 2005년 《외출》 ... 의사 역
- 2006년 《여교수의 은밀한 매력》 ... 유선생 역
- 2006년 《양아치어조》 ... 형사 역
- 2006년 《괴물》 ... 택시기사 역
- 2006년 《무도리》 ... 창수 역
- 2007년 《검은 집》 ... 마용식 역
- 2007년 《행복》 ... 재곤 역
- 2007년 《적의 사과》 ... 노동자 역
- 2009년 《작전》 ... 윤상태 역
- 2009년 《그림자 살인》 ... 외팔이 역
- 2009년 《7급 공무원》 ... 장순경 역
- 2009년 《내 사랑 내 곁에》 ... 김은호 역
- 2010년 《집 나온 남자들》 ... 유형사
- 2010년 《된장》 ... 김종구 역
- 2011년 《짐승의 끝》 ... 자전거남 역
- 2011년 《퀵》 ... 이도형 역
- 2011년 《특수본》 ... 일도 역
- 2012년 《나는 공무원이다》 ... 이제순 역
- 2012년 《늑대소년》 ... 강박사 역
- 2012년 《낚시》 ... 덕록 역
- 2013년 《사이코메트리》 ... 식당 사장 역
- 2013년 《고령화가족》 ... 약장수 역
- 2013년 《몽타주》 ... 곽대장 역
- 2014년 《플랜맨》 ... 이작가 역
- 2014년 《한공주》 ... 공주부 역 (독립영화)
- 2014년 《해무》 ... 경구 역
- 2015년 《강남 1970》 ... 서태곤 역
- 2015년 《그리울 련》 ... 수목원 관리인 역
- 2016년 《탐정 홍길동: 사라진 마을》 ... 태광 정비소 주인 역
- 2016년 《터널》 ... 조양철 역
- 2016년 《판도라》 ... 감씨 역 역
- 2017년 《대장 김창수》 ... 이영달 역
- 2017년 《1987》 ... 유정방 과장 역
- 2018년 《염력》 ... 김씨 역
- 2019년 《어쩌다, 결혼》 ... 코치 역
- 2019년 《우상》 ... 황변 역
- 2019년 《악인전》 ... 안호봉 역
- 2021년 《파이프라인》 (2021년) ... 나 과장 역
- 2021년 《기적》 ... 박 기사 역
- 2021년 《유체이탈자》 ... 이신우 부장 역
- 2023년 《대외비》 ... 안규환 역
- 2023년 《비공식작전》 ... 이상옥 차관 역
- 2024년 《더러운 돈에 손대지 마라》 ... 곽 번장 역
- 2025년 《문워크》 ... 건석 역
- 2025년 《하이파이브》 ... 송호림 역
- 2025년 《로비》 ... 경기과장 역

### 드라마
- 2010년~2011년 SBS 《괜찮아, 아빠딸》 ... 허만수 역
- 2012년 채널A 《판다양과 고슴도치》 ... 길동구 역
- 2014년 OCN 《귀신 보는 형사 처용》 ... 변국진 역
- 2015년 MBC 《화정》 ... 유희분 역
- 2015년 SBS 《용팔이》 ... 이수호 형사 역
- 2015년 OCN 《귀신 보는 형사 처용 2》 ... 변국진 역
- 2016년 tvN 《피리부는 사나이》 ... 공지만 팀장 역
- 2016년 tvN 《THE K2》 (우정출연)
- 2018년 tvN 《크로스》 ... 백지남 역
- 2018년 OCN 《보이스 2》 ... 나홍수 역
- 2018년 OCN 《손 the guest》 ... 윤근호 역
- 2019년 Netflix 《킹덤》 ... 동래이방 역
- 2019년 SBS 《열혈사제》 ... 순천 오광두 역
- 2019년 OCN 《보이스 3》 ... 나홍수 역
- 2019년 tvN 《위대한 쇼》 ... 위대한의 아버지 역 (특별출연)
- 2020년 tvN 《머니게임》 ... 서양우 역
- 2020년 tvN 《오 마이 베이비》 ... 김철중 역
- 2020년 카카오TV 《아만자》 ... 아빠 역
- 2021년 SBS 《모범택시》 ... 조진우 역
- 2022년 Disney+ 《키스 식스 센스》 ... 모피스의 이사 역 (특별출연)
- 2022년 Disney+ 《형사록》 … 배영두 역
- 2023년 SBS 《모범택시 2》 ... 조진우 역 (특별출연)
- 2023년 Disney+ 《형사록 2》 … 배영두 역
- 2023년 Disney+ 《무빙》 … 조래혁 역
- 2023년 MBC 《오늘도 사랑스럽개》 … 교감 역
- 2024년 Netflix 《선산》 … 최태성 역
- 2024년 ENA 《크래시》 … 민용건 역
- 2024년 쿠팡플레이 《가족계획》 … 조해팔 역
- 2025년 tvN 《감자연구소》 ... 부재중 역
- 2025년 Disney+ 《하이퍼나이프》 … 양동영 역
- 2025년 JTBC 《착한 사나이》 … 작대기 역
- 2025년 MBC 《메리 킬즈 피플》 … 백 의원 역